# Baie Georgienne
La baie Georgienne est une grande baie faisant partie du lac Huron entièrement située dans la province canadienne de l'Ontario. Elle est peu profonde et s'ouvre sur le lac vers l'ouest par un chenal large de 14 km entre la péninsule Bruce et l'Île Manitoulin. La baie Georgienne reçoit les eaux de la rivière des Français. 
La profondeur maximale de cette baie est de 92 mètres. Les abords de la péninsule Bruce sont réputés les plus profonds. Les eaux de la Baie Georgienne sont parmi les plus claires du bassin des Grands Lacs et du fleuve Saint-Laurent.
Les rives et les cours d'eau de la baie Georgienne sont le domaine traditionnel des peuples des Premières Nations : Anishinaabe au nord et Huron-Pétuns au sud. La baie était donc une importante route commerciale algonquienne-huronne. Samuel de Champlain, le premier européen à explorer et à cartographier la région en 1615-1616, l'a appelé La Mer douce.
Elle fut nommée ainsi en 1822 en l'honneur du roi du Royaume-Uni George IV.
La baie Georgienne est déclarée réserve de biosphère par l'Unesco depuis 2004.  
La baie abrite le Parc national des Îles-de-la-Baie-Georgienne, fondé en 1929 et d'une superficie de 25,7 km2. Le parc compte 59 îles situées au large de la côte sud-est du plan d'eau.  

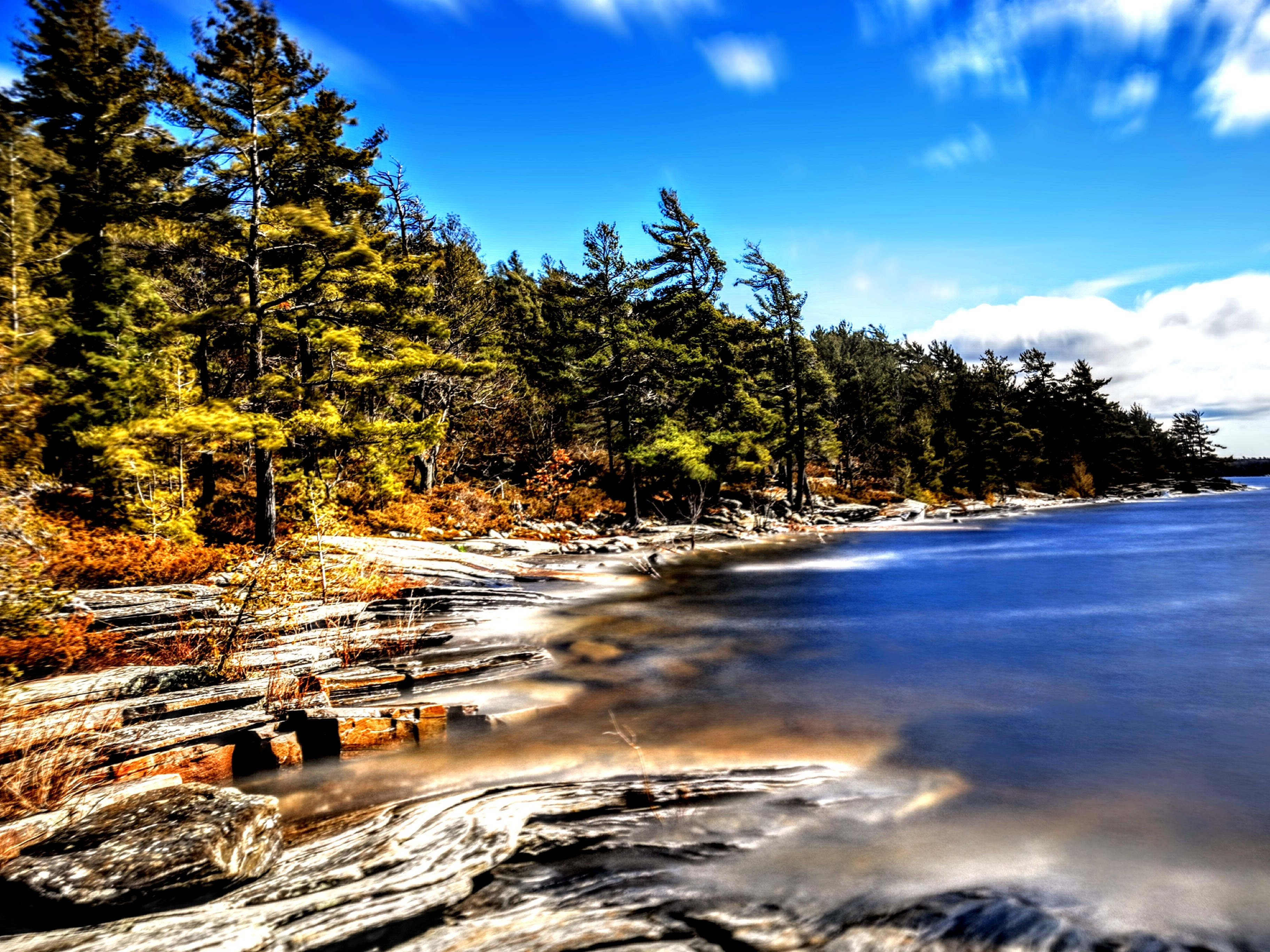
Une crique dans Parry sound, Baie Georgienne
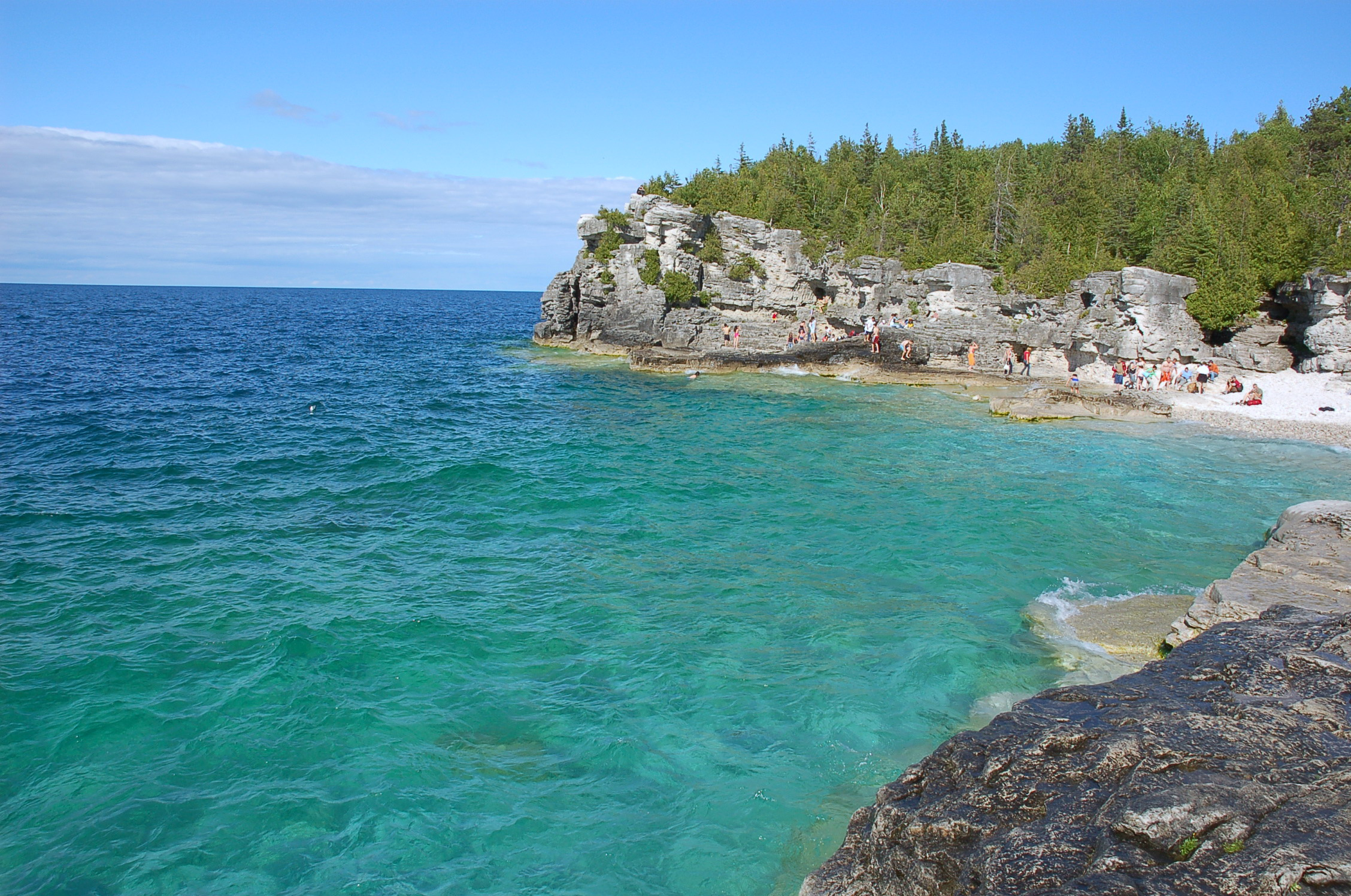
Rivage de la Péninsule de Bruce, Baie Georgienne
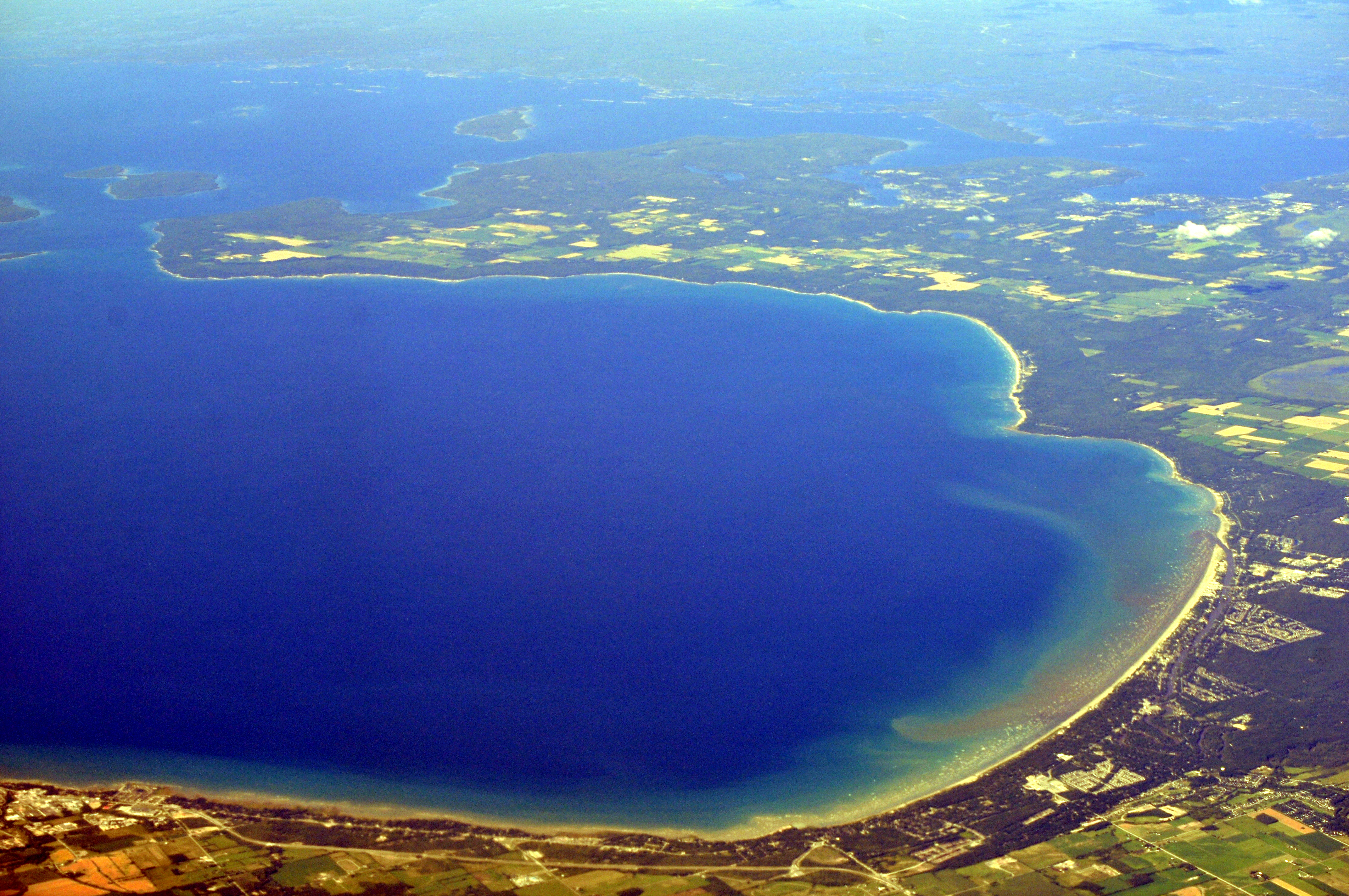
Plusieurs plages du sud de la Baie Georgienne vues d'avion.
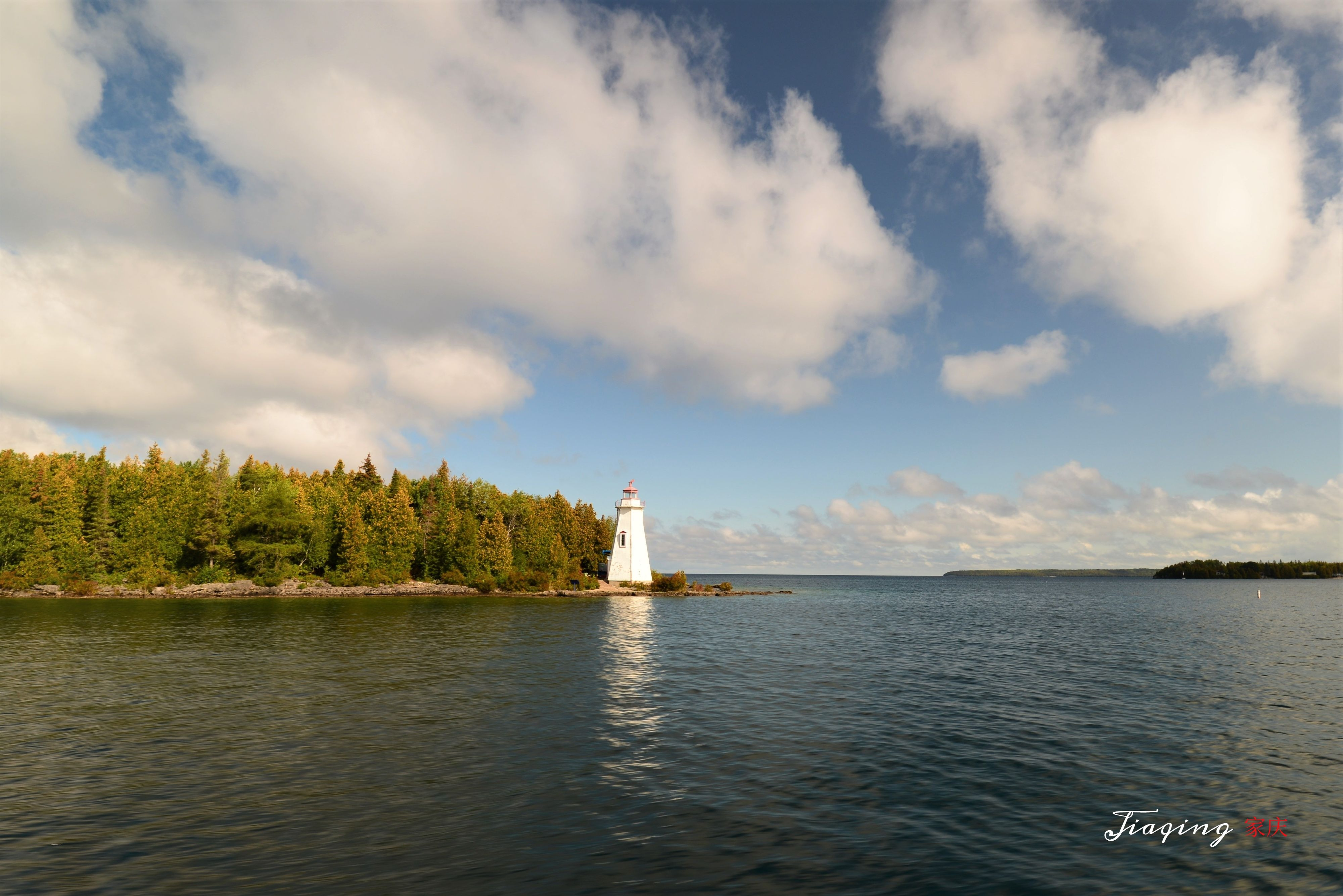
Le phare de Killarney East en automne, dans le nord de la Baie Georgienne

## Source
- (en) Cet article est partiellement ou en totalité issu de l’article de Wikipédia en anglais intitulé « Georgian Bay » (voir la liste des auteurs).